# Robert Plutchik
Robert Plutchik (* 21. Oktober 1927 in Brooklyn; † 29. April 2006 in Sarasota) war ein US-amerikanischer Psychologe. Seine Schwerpunkte waren die Erforschung von Emotionen, Suiziden, Gewalt und der Psychotherapie.
Plutchik wuchs in Brooklyn als Sohn eines Schneiders auf. Nach der Schulausbildung erhielt er ein Stipendium am City College of New York. Er erwarb einen Master- und Doktorgrad an der Columbia University. Er lehrte an vielen Universitäten innerhalb und außerhalb der USA. Für zwei Jahre war er am National Institute of Mental Health an der Erforschung des menschlichen Gehirns beteiligt. Nach seiner Emeritierung war Plutchik Professor Emeritus für Psychiatrie und Psychologie am Albert Einstein College of Medicine und außerordentlicher Professor der University of South Florida.

## Emotionstheoretische Modelle

Plutchiks Rad der Emotionen

Plutchik stellte 1980 eine Emotionstheorie vor. Diese nimmt an, dass Emotionen eine genetische Grundlage haben und die Anpassung von Verhalten steuern. Er benennt acht Basisemotionen und fasste sie in emotionstheoretische Modelle zusammen. Dies ist zum einen der dreidimensionale Kegel (cone-shaped model) und zum anderen das zweidimensionale Rad (wheel of emotions) mit demselben Inhalt, jedoch als Draufsicht auf den zerlegten Kegel.

### Kegel der Emotionen
Die acht Emotionen lassen sich auf einem Kegel anordnen und sind aufgrund ihrer Intensität abstufbar. Zur Spitze hin sind die Emotionen nicht mehr so intensiv und sind deswegen auch nicht mehr so gut unterscheidbar. Ähnliche Emotionen sind benachbart.  Gegenüberliegende Emotionen sind gegensätzliche Emotionen, nebeneinanderliegende Emotionen sind sich ähnlich. So ergeben sich die Gegensatzpaare Freude – Traurigkeit, Erwartung – Überraschung, Abneigung – Vertrauen, Groll – Angst. Alle anderen Emotionen sind Kombinationen der Primäremotionen, hier ergeben sich primäre Dyaden (ähnliche Emotionen mischen sich) und sekundäre Dyaden (unähnliche, nicht direkt benachbarte Emotionen mischen sich).

## Werke
- The Emotions: Facts, Theories, and a New Model. 1962.
- Foundations of Experimental Research. 1968.
- Emotion: A Psychoevolutionary Synthesis. 1980.
- mit Henry Kellerman: Emotion: Theory, Research, and Experience : Biological Foundations of Emotions. 1986.
- The Emotions. 1991, ISBN 0-8191-8286-9.
- mit Hope R. Conte: Ego Defenses: Theory and Measurement. 1994, ISBN 0-471-05233-7.
- The Psychology and Biology of Emotion. 1994, ISBN 0-06-045236-6.
- mit Hope R. Conte (Hrsg.): Circumplex Models of Personality and Emotions. 1997, ISBN 1-55798-380-1.
- Emotions in the Practice of Psychotherapy: Clinical Implications of Affect Theories. 2000, ISBN 1-55798-694-0.
- Emotions and Life: Perspectives from Psychology, Biology, and Evolution. 2002, ISBN 1-55798-949-4.